# Onofre Jarpa
 (février 2014).
Si vous disposez d'ouvrages ou d'articles de référence ou si vous connaissez des sites web de qualité traitant du thème abordé ici, merci de compléter l'article en donnant les références utiles à sa vérifiabilité et en les liant à la section « Notes et références ».
Onofre Jarpa Labra, né à Alhué (Chili) le 12 juin 1849 et mort à Santiago (Chili) le 15 février 1940, est un peintre paysagiste et essayiste chilien.

## Biographie
Onofre Jarpa a effectué ses études à l'Instituto Nacional General José Miguel Carrera avec Alfredo Valenzuela Puelma y Juan Francisco González.